# Waidhofen an der Thaya
Waidhofen an der Thaya osztrák város, Alsó-Ausztria Waidhofen an der Thaya-i járásának székhelye. 2018 januárjában 5501 lakosa volt.

## Elhelyezkedése

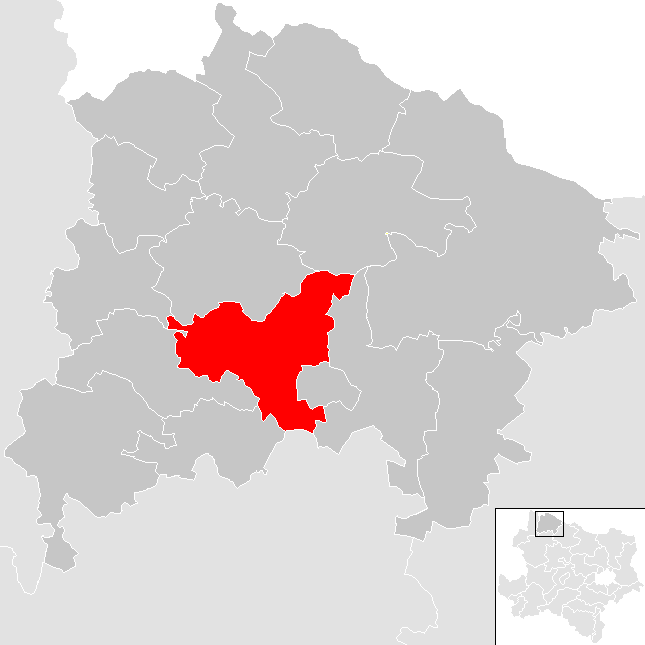
Waidhofen an der Thaya a Waidhofen an der Thaya-i járásban

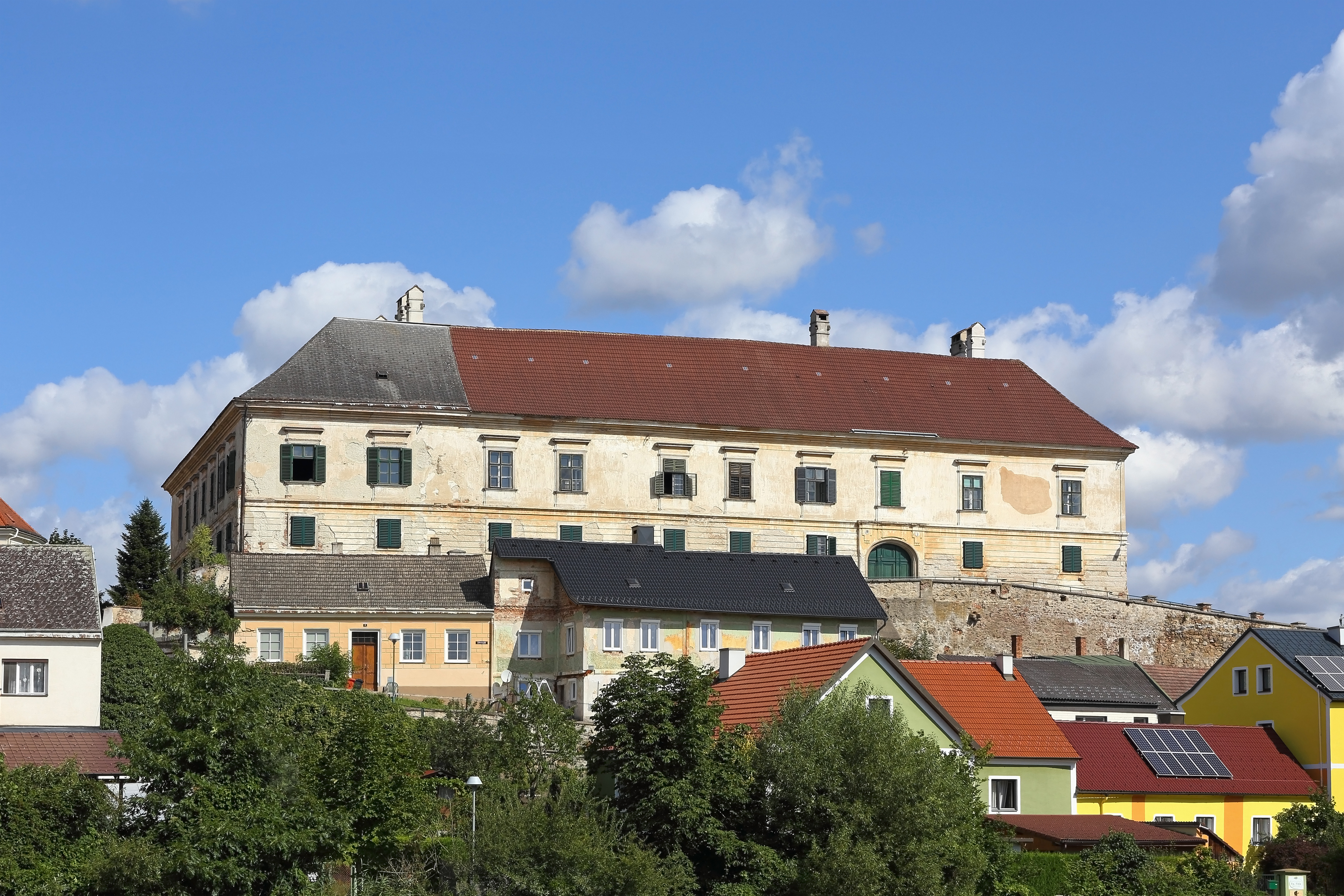
A waidhodeni kastély

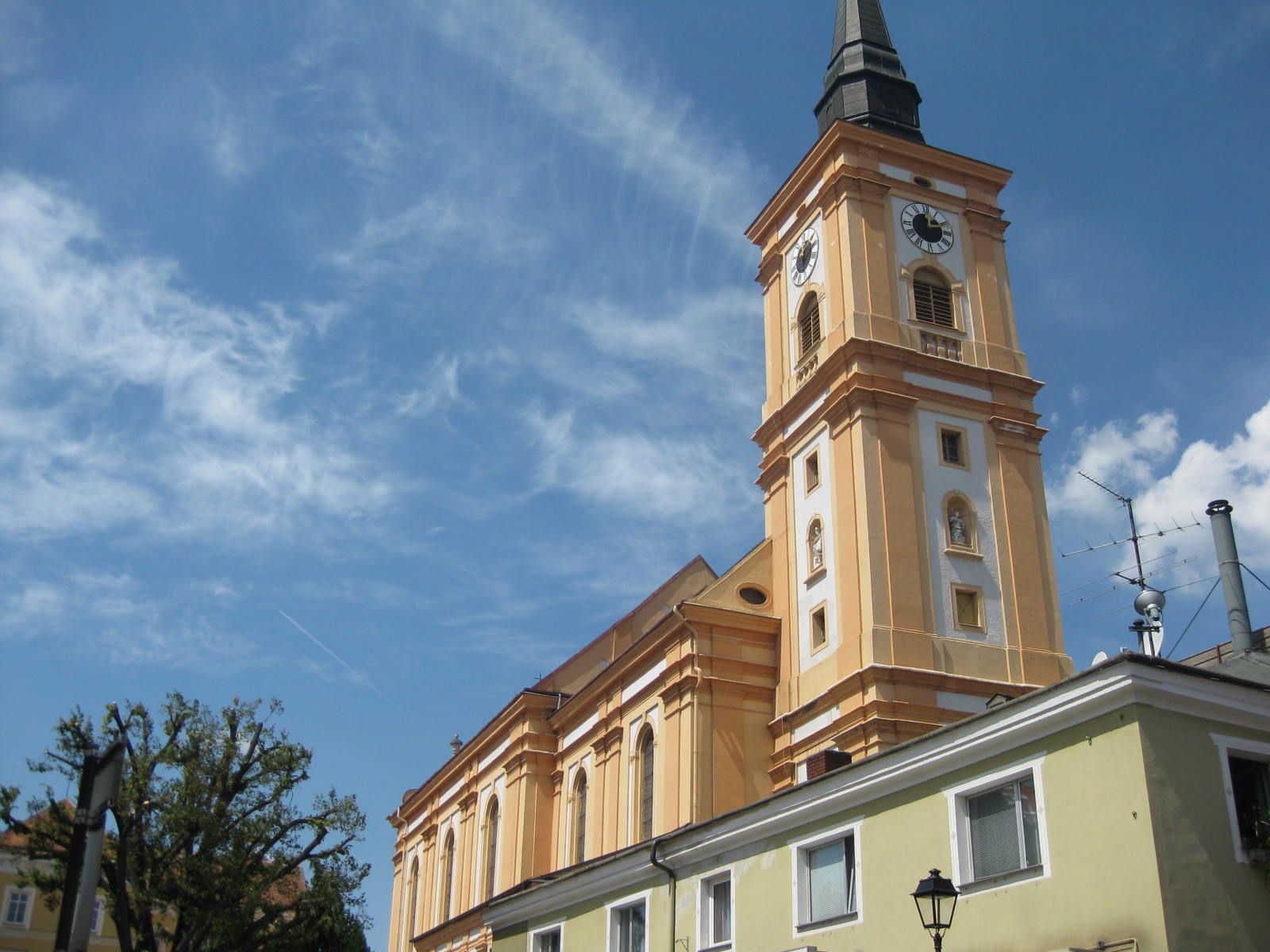
A Mária mennybevétele-plébániatemplom

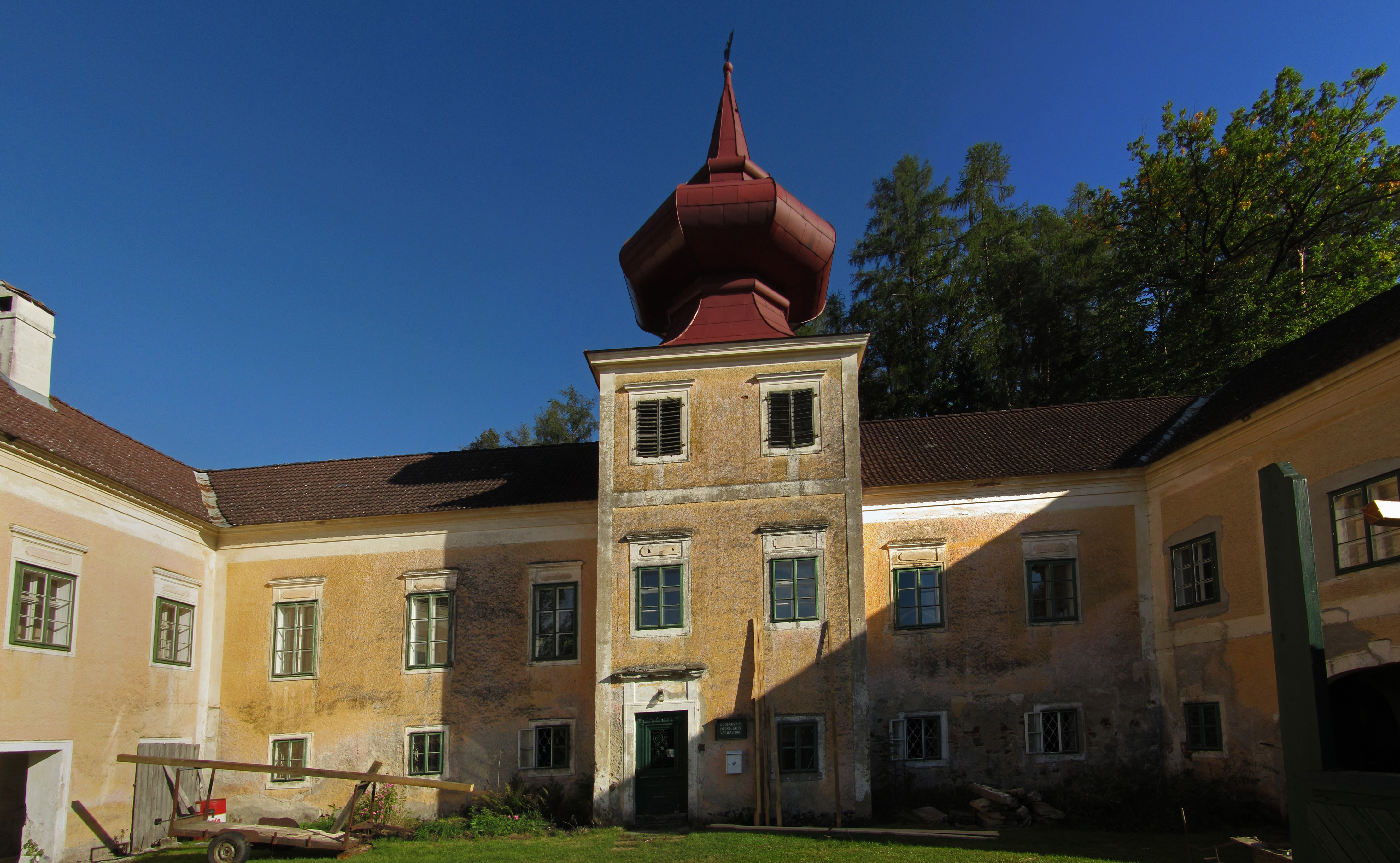
A vestenöttingi kastély

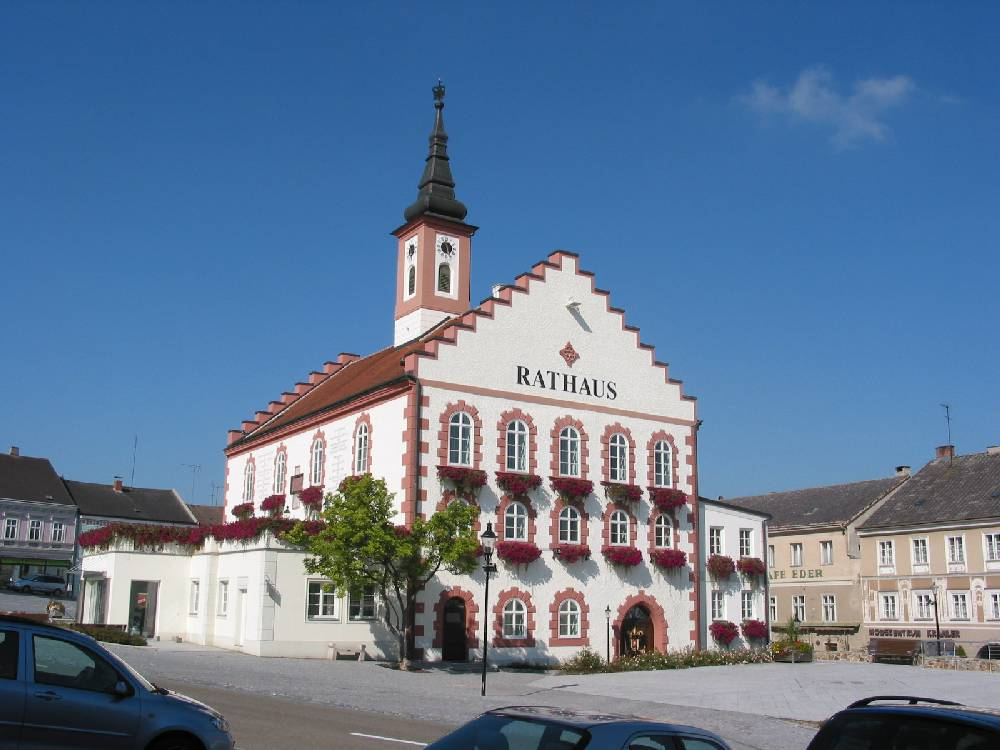
A városháza

Waidhofen an der Thaya Alsó-Ausztria Erdőnegyedének (Waldviertel) északi részén fekszik a Thaya folyó mentén. Egyéb fontos folyóvizei a Lensbach, a Große Radlbach és Kaltenbach, amelyek területén torkollnak a Thayába. Az önkormányzat 13 településrészt és falut egyesít: Altwaidhofen (199 lakos 2018-ban), Dimling (86), Götzles (52), Hollenbach (310), Jasnitz (35), Klein Eberharts (83), Matzles (120), Puch (93), Pyhra (47), Schlagles (16), Ulrichschlag (119), Vestenötting (61) és Waidhofen an der Thaya (4280). A kataszteri közösségek Altwaidhofen, Altwaidhofen Großer Wald, Götzles, Hollenbach, Kleineberharts, Matzles, Puch, Pyhra, Schlagles, Seyfrieds Wald, Ulrichschlag, Vestenötting és Waidhofen an der Thaya.
A környező önkormányzatok: délnyugatra Windigsteig, nyugatra Waidhofen an der Thaya-Land, északnyugatra Pfaffenschlag bei Waidhofen an der Thaya, északra Thaya, északkeletre Karlstein an der Thaya, keletre Groß-Siegharts és Dietmanns, délre Göpfritz an der Wild.

## Története
Waidhofent először 1171-ben említik. Városjogát 1230-ban kapta. Az osztrák-cseh határvidéken fekvő település hovatartozása sokáig vita tárgya volt (a pontos határvonalat csak 1171-ben húzták meg Barbarossa Frigyes császár közvetítésével) és számos alkalommal hadseregek vonultak át a térségen (mint II. Ottokár cseh király, vagy a husziták csapatai). Helyzete 1526 után javult, amikor a Habsburgok a cseh koronát is megszerezték. Waidhofen 1848-ig hercegi birtokú város volt, utána pedig megalakult önkormányzata. A környék gyorsan fejlődő textiliparának köszönhetően a 17. századot követően Waidhofen Krems után a Waldviertel legfontosabb iparvárosává vált. 
1873-ban egy tűzvész során az óváros régi házainak nagy része elpusztult.

## Lakosság
A Waidhofen an der Thaya-i önkormányzat területén 2018 januárjában 5501 fő élt. A lakosságszám 2001-ben érte el csúcspontját 5750 fővel, azóta csökkenő tendenciát mutat. 2016-ban a helybeliek 95,4%-a volt osztrák állampolgár; a külföldiek közül 0,3% a régi (2004 előtti), 0,9% az új EU-tagállamokból érkezett. 0,4% a volt Jugoszlávia (Szlovénia és Horvátország nélkül) vagy Törökország, 3% egyéb országok polgára. 2001-ben a lakosok 91,7%-a római katolikusnak, 1,2% evangélikusnak, 1,2% mohamedánnak, 3,7% pedig felekezeten kívülinek vallotta magát. Ugyanekkor 4 magyar élt a városban.

## Látnivalók
- a későbarokk stílusú waidhofeni kastély
- a Mária mennybevétele-plébániatemplom
- a 16/17 század fordulóján épült városháza
- a Szentháromság-oszlop a főtéren
- a középkori városfal maradványai
- a városi múzeum
- az 1911-ben épült Robert Hamerling-híd a Thaya fölött
- a vestenöttongi kastély
- Vestenötting Szt. Anna-temploma (volt kastélykápolna)
- Európa legnagyobb, fogságban tartott tarvarjú-állománya a faj megőrzését szolgálja
- az óváros alatti pincerendszer részben bejárható

## Híres waidhofeniek
- Alexander Wurz (1974-) autóversenyző
- Birgit Zotz (1979-) író, kultúrantropológus

## Testvértelepülések
- Heubach (Németország)
- Telč (Csehország)

## Fordítás
- Ez a szócikk részben vagy egészben  a   Waidhofen an der Thaya című német Wikipédia-szócikk ezen változatának fordításán alapul.  Az eredeti cikk szerkesztőit annak laptörténete sorolja fel. Ez a jelzés csupán a megfogalmazás eredetét és a szerzői jogokat jelzi, nem szolgál a cikkben szereplő információk forrásmegjelöléseként.